# Pacific (mozdony)

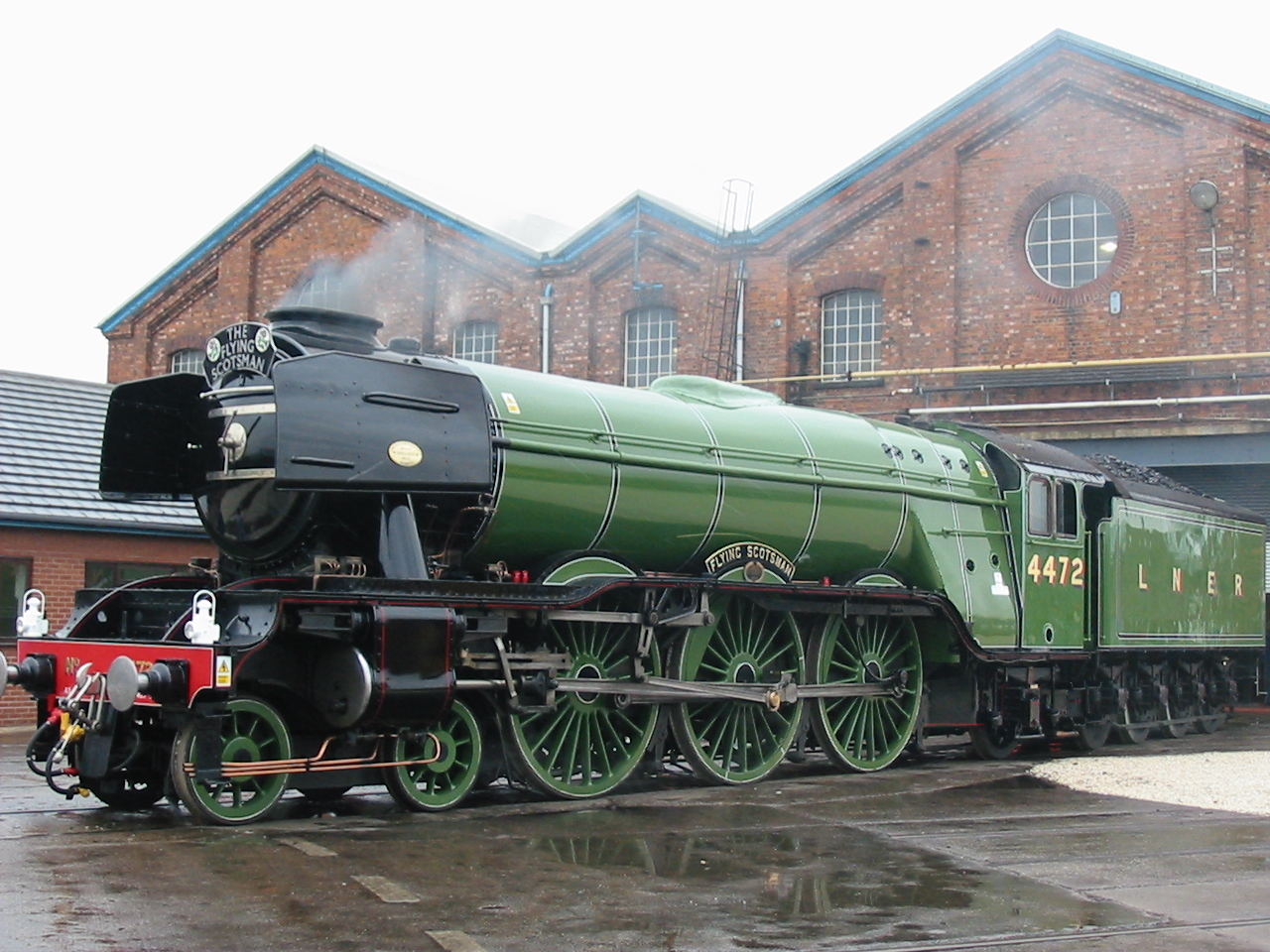
A North Eastern Railway Flying Scotsman (Repülő Skót) nevű gőzmozdonya

A Pacific a még Európában is használatos régi amerikai megnevezése a 2'C 1' tengelyelrendezésű gőzmozdonyoknak, melyeknek a tengelyelrendezése: elöl kéttengelyes forgóváz, három kapcsolt tengely és egy futótengely.
A Pacific mozdonyok a 20. század elejétől a gőzmozdony korszak végéig a leggyorsabb gőzmozdonyok voltak. Nehéz expresszvonatokat továbbítottak legfőképp Angliában, Franciaországban és Németországban. A nagy kerekek és elegáns megjelenésük különleges varázst gyakoroltak az utazókra és a szemlélődőkre is.

## Szerkezeti felépítése
A 2'C 1' tengelyelrendezés Európában adott esetben korlátokat jelentett (meglévő forgáspont és vágánygeometria) a nagyobb teljesítmény és nehezebb vonatok nagyobb sebességének optimalizációja tekintetében:
- A három hajtótengely kerékátmérőjének egyrészt minél kisebbnek kellett lenni a nagyobb vonóerő elérése érdekében, viszont a lehető legnagyobbnak, a nagyobb sebesség elérése érdekében;
- Az első forgóváznak egyrészről a biztonságos és nyugodt futást kellett biztosítani, másrészt kellően alá kellett támasztani a nagy tömegű kazánt;
- A hátsó futótengely egyrészt hordta a jármű súlyának egy részét, másrészt lehetővé tette szemben a 2’C tengelyelrendezésű mozdonyokkal (pl. a preußische S 10) a harmadik kapcsolt tengelyt az állókazán elé helyezzék, csökkentve ezzel a tengelytávolságot és megakadályozza, hogy a hátsó túlnyúló tömegek rontsák a mozdony futásának nyugodtságát.

## Tipikus műszaki adatok
- Legnagyobb sebesség: 120–140 km/h, világrekord az angol Mallard 202 km/h
- Hajtókerékátmérő: 1 800 mm-2 300 mm
- Hossz szerkocsival: 21 és 26 m között
- Teljesítmény: 1700 - 2500 LE között

## Fordítás
- Ez a szócikk részben vagy egészben  a   Pacific (Lokomotive) című német Wikipédia-szócikk fordításán alapul.  Az eredeti cikk szerkesztőit annak laptörténete sorolja fel. Ez a jelzés csupán a megfogalmazás eredetét és a szerzői jogokat jelzi, nem szolgál a cikkben szereplő információk forrásmegjelöléseként.